# Нурымбетов, Садык
Садык Нурымбетов (каракалп.  Sadiq Nurimbetov; 1900, Кегейлийский район — 11 октября 1971; Нукус) — каракалпакский поэт и писатель. Народный поэт Каракалпакстана (1942), народный певец Узбекистана (1957). Известен как автор многих лирических, сатирических стихотворений.
Работал в лирическом и эпическом жанрах. Автор книг «Лучистая заря» (1954), «Песни новой эпохи» (1962) и других. В 1971 году стал лауреатом государственной премии Каракалпакской АССР имени Бердаха за произведение «Братья» (1968). Стихи переведены на языки народов СССР. Награждён 2 орденами, а также медалями.